# Como un lobo
«Como un lobo» es un sencillo lanzado en 1987 por el cantante español Miguel Bosé. La letra fue coescrita por Miguel Bosé, Vittorio Ierovante y Elio Aldrighetti e incluida en el álbum «XXX» de 1983. En 2007 la canción fue regrabada por Miguel Bosé junto a su sobrina la cantante y autora italo-española Bimba Bosé en su disco Papito.
El vídeoclip se publicó tiempo después en YouTube y se muestra a los cantantes cantando y bailando detrás de un fondo blanco.

## Listas musicales
| Lista (2007)                     | Puesto |
| -------------------------------- | ------ |
| Billboard Hot Latin Tracks Chart | 49     |
| Paraguay (Radio Latina)          | 19     |

## Videoclip
Sinopsis
El videoclip comienza con Bimba y Miguel Bosé caminándose en frente de un fondo  blanco a uno negro, y finaliza con ellos abrazándose y al acabar de abrazarse, salen de la escena.